# Cantonul Ailly-sur-Noye
Cantonul Ailly-sur-Noye este un canton din arondismentul Montdidier, departamentul Somme, regiunea Picardia, Franța.

## Comune
- Ailly-sur-Noye (reședință)
- Aubvillers
- Chaussoy-Epagny
- Chirmont
- Coullemelle
- Esclainvillers
- La Faloise
- Flers-sur-Noye
- Folleville
- Fransures
- Grivesnes
- Hallivillers
- Jumel
- Lawarde-Mauger-l'Hortoy
- Louvrechy
- Mailly-Raineval
- Quiry-le-Sec
- Rogy
- Rouvrel
- Sauvillers-Mongival
- Sourdon
- Thory